# Eomeropidae
Eomeropidae  (лат.) — семейство скорпионниц. Около 10 видов, из которых только один современный. В ископаемом состоянии известно с ранней юры.

## Описание
Растительноядные. Единственный современный род и вид ведет ночной образ жизни и отличается от других представителей отряда сплюснутой формой тела, напоминая тараканов.

## Систематика
5 родов, из которых четыре ископаемые.
- Род †Burmothauma Zhang et al., 2022
- Род †Eomerope Cockerell, 1909 (4 ископаемых вида)
  - Вид Eomerope asiatica Ponomarenko & Rasnitsyn, 1974
  - Вид Eomerope macabeensis Archibald, Rasnitsyn & Akhmetiev, 2005[2]
  - Вид Eomerope pacifica Ponomarenko & Rasnitsyn, 1974[3]
  - Вид Eomerope tortriciformis Cockerell, 1909[4]
- Род †Jurachorista Soszyńska-Maj et al., 2016 (1 вид)
- Род Notiothauma McLachlan, 1877 (1 вид)
  - Вид Notiothauma reedi McLachlan, 1877
- Род †Tsuchingothauma
- Род †Typhothauma